# Eros Grezda
Eros Grezda (Gjakova, Kosovo, 15 de abril de 1995) es un exfutbolista albanokosovar que jugaba de centrocampista.

## Selección
| Selección            | Año           | Partidos | Goles |
| -------------------- | ------------- | -------- | ----- |
| Selección de Albania | 2017-presente | 13       | 1     |
| Selección sub-21     | 2017          | 1        | 0     |

## Clubes
| Club                      | País      | Año       | Partidos | Goles |
| ------------------------- | --------- | --------- | -------- | ----- |
| N. K. Aluminij            | Eslovenia | 2013-2015 | 32       | 6     |
| N. K. Zavrč               | Eslovenia | 2015      | 11       | 0     |
| N. K. Lokomotiva Zagreb   | Croacia   | 2016-2017 | 72       | 15    |
| N. K. Osijek              | Croacia   | 2017-2018 | 37       | 8     |
| Rangers F. C.             | Escocia   | 2018-2020 | 17       | 2     |
| N. K. Osijek              | Croacia   | 2020-2022 | 13       | 1     |
| Zalaegerszegi TE (cedido) | Hungría   | 2021-2022 | 5        | 1     |
| H. N. K. Šibenik          | Croacia   | 2022      | 12       | 2     |
| Manisa F. K.              | Turquía   | 2022-2023 | 10       | 0     |
| Zalaegerszegi TE          | Hungría   | 2023      | 8        | 1     |
| F. K. Partizani           | Albania   | 2023      | 15       | 1     |
| N. K. Rudeš               | Croacia   | 2024      | 10       | 0     |

## Palmarés

### Títulos nacionales
| Título          | Club             | País    | Año  |
| --------------- | ---------------- | ------- | ---- |
| Copa de Hungría | Zalaegerszegi TE | Hungría | 2023 |